# Daddy's Home 2
Daddy's Home 2 (Guerra de papás 2 en Hispanoamérica y Dos padres por desigual en España) es una película de comedia estadounidense dirigida por Sean Anders y escrita por Anders y John Morris. La protagonizan Will Ferrell, Mark Wahlberg, Mel Gibson, John Lithgow, Linda Cardellini y John Cena. Es una secuela de Daddy's Home (2015). A diferencia de su predecesora, en esta producción, Red Granite Pictures no estuvo involucrada. La historia sigue a Brad y Dusty (Ferrell y Wahlberg), ahora llevando una relación co-parental, quiénes tienen que lidiar con la visita de sus padres biológicos (Lithgow y Gibson) para las vacaciones de Navidad.
La fotografía principal comenzó en Massachusetts en marzo de 2017. Paramount Pictures la estrenó el 10 de noviembre de 2017 en los Estados Unidos y recibió críticas generalmente desfavorables.

## Sinopsis
Ahora es el turno de Dusty  (Mark Wahlberg) tiene que soportar ahora al padre de la hija de su esposa que forcejea por quedarse con la niña y sacarlo de la familia, Don y Kurt (John Lithgow y Mel Gibson) durante las vacaciones, junto al conflicto de Dusty con el padre biológico de sus hijos, Roger (John Cena).

## Reparto
- Will Ferrell como Brad Whitaker, el hijo de Don, el marido de Sara, el padrastro de Dylan y Megan, y padre de Griffy.
- Mark Wahlberg como Dusty Mayron, el hijo de Kurt, exmarido de Sara , el marido de Karen, el padre de Dylan y Megan y padrastro de Adrianna.
- Mel Gibson como Kurt Mayron, padre de Dusty, ex suegro de Sara, el suegro de Karen, el abuelo de Dylan y Megan y abuelastro de Adrianna.
- Linda Cardellini como Sara Whitaker, la mujer de Brad, exmujer de Dusty , madre de Dylan, Megan y Griffy.
- John Cena como Roger, exmarido de Karen y el padre de Adrianna.
- John Lithgow como Don Whitaker, el padre de Brad, el suegro de Sara, el abuelastro de Dylan y Megan, y abuelo de Griffy.
- Scarlett Estévez como Megan Mayron, la hija de Dusty y Sara, hermana de Dylan , media-hermana de Griffy, la hijastra de Brad y Karen , y la hermanastra de Adrianna.
- Owen Vaccaro como Dylan Mayron, el hijo de Dusty y Sara, hermano de Megan , medio-hermano de Griffy, el hijastro de Brad y Karen , y el hermanastro de Adrianna.
- Alessandra Ambrosio como Karen Mayron, la nueva esposa de Dusty, la madre de Adrianna y la madrastra de Dylan y Megan.
- Didi Costine como Adrianna, hijastra de Dusty, la hija de Karen y Roger y la hermanastra de Dylan y Megan.
- Chesley Sullenberger como el padrastro de Brad.

## Producción
En abril de 2016 la secuela estuvo anunciada con Will Ferrell y Mark Wahlberg repitiendo sus funciones, Sean Anders y John Morris escribiendo el guion y Anders dirigiendo. En enero de 2017 se informó que Mel Gibson y John Lithgow estaban siendo tenidos en cuenta para interpretar los personajes de los padres. Ambos fueron confirmados más tarde junto con Linda Cardellini, John Cena, Owen Vaccaro y Scarlett Estévez interpretando los mismos roles que en el filme anterior.

### Rodaje
La fotografía principal empezó el 20 de marzo de 2017. Las escenas estuvieron filmadas en Concord (Massachusetts), Framingham (Massachusetts) y Great Barrington (Massachusetts).

## Estreno
La película se estrenó el 10 de noviembre de 2017.

### Respuesta crítica
En Rotten Tomatoes, la película tiene un índice de aprobación del 21% según 129 reseñas y un índice promedio de 3.9 / 10. El consenso crítico del sitio web dice: "Una comedia de fórmula que es poco probable que propague mucha alegría navideña", 'Daddy's Home 2' 'solo puede reunir algunos yuks perdidos de su talentoso elenco ". En Metacritic, la película tiene un puntaje promedio ponderado de 30 sobre 100 basado en 26 críticos, lo que indica "críticas generalmente desfavorables". Las audiencias encuestadas por CinemaScore le dieron a la película una calificación promedio de "A−" en una escala de A + a F.
Alonso Duralde de  TheWrap  criticó lo que describió como el descuido y la pereza de la película, diciendo: "El director Sean Anders y su coguionista John Morris ejecutan lo que se supone que son las risas con contundencia. Los chistes se anuncian con pasos pesados, y casi ninguno aterriza, dejando a un talentoso elenco con material terrible que se esfuerzan por vender". Richard Roeper del  Chicago Sun-Times   le dio a la película 1 de 4 estrellas, diciendo: "Después de soportar la pésima y perezosa  Una Navidad de Bad Moms , habría apostado que pasarían muchos años antes de que vea otra comedia navideña más amarga y cínica y profundamente sin gracia. Me siento corregido. "
Glenn Kenny de RogerEbert.com le dio a la película 2.5 de 4 estrellas, escribiendo: "Encontré la secuela mejor que la original: la escritura más nítida, los chistes más frescos e inteligentes, la interacción cómica entre los personajes principales son consistentemente atractivos. Le mencioné esto a mi incrédula esposa, quien dijo: "Entonces estás diciendo que es "El Padrino, Parte 2" de la serie "La casa de papá".
Premios Razzie
| Año  | Categoría             | Persona(s)    | Resultado |
| ---- | --------------------- | ------------- | --------- |
| 2017 | Peor actor            | Mark Wahlberg | Nominado¿ |
| 2017 | Peor actor de reparto | Mel Gibson    | Ganador   |

## Secuela
En una entrevista, Mark Wahlberg mencionó que les gustaría obtener Liam Neeson para la tercera entrega de la película.